# NGC 4331
NGC 4331 је галаксија у сазвежђу Змај која се налази на NGC листи објеката дубоког неба.
Деклинација објекта је + 76° 10' 7" а ректасцензија 12h 22m 35,7s. Привидна величина (магнитуда) објекта NGC 4331 износи 14,1 а фотографска магнитуда 14,7. Налази се на удаљености од 26,6000 милиона парсека од Сунца. NGC 4331 је још познат и под ознакама UGC 7449, MCG 13-9-26, CGCG 352-31, 7ZW 451, PGC 40085.